# Marracuene
Marracuene, cunoscut în trecut ca Vila Luísa, este un oraș în Mozambic.